# Tommaso da Cori
San Tommaso da Cori, al secolo Francesco Antonio Placidi (Cori, 4 giugno 1655 – Bellegra, 11 gennaio 1729), è stato un presbitero italiano, appartenente all'Ordine dei frati minori, venerato come santo dalla Chiesa cattolica.

## Biografia

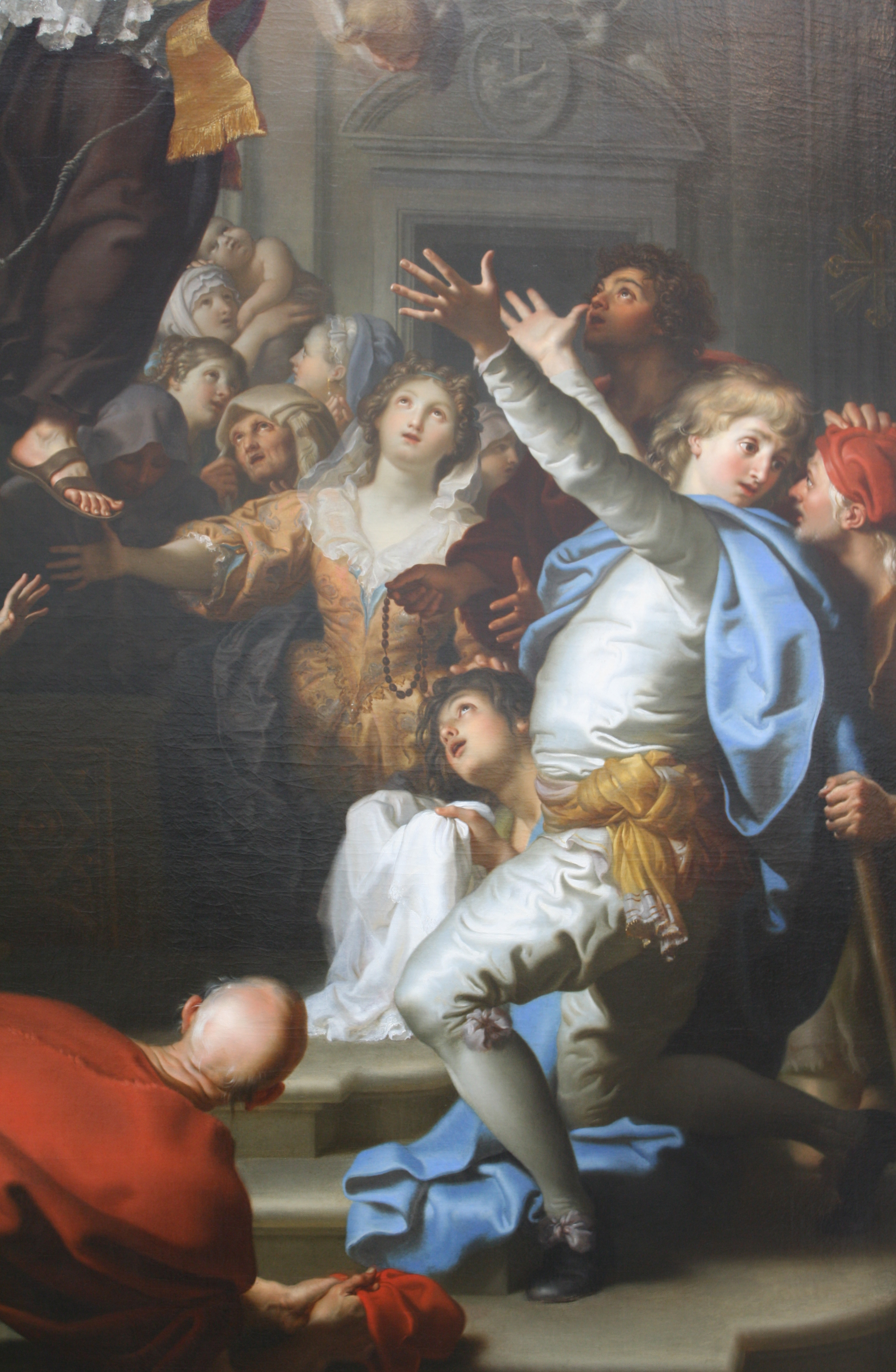
La levitazione di Tommaso da Cori (1786), dettaglio

Nato a Cori, piccolo centro del Lazio (oggi in Provincia di Latina), Francesco Antonio restò orfano di entrambi i genitori a soli 14 anni. A 22 anni (7 febbraio 1677 entrò nell'Ordine dei frati minori presso la chiesa della SS.ma Trinità di Orvieto, assumendo il nome di fra' Tommaso.
Nel 1683 ricevette in Velletri la consacrazione a sacerdote e fu trasferito nella diocesi di Subiaco esercitando un'intensa attività di predicatore al punto da meritarsi l'appellativo di "apostolo del Subiacense".
Fu molto attivo anche nella promozione dell'opera dei "Ritiri" dell'Ordine francescano; fu lui infatti a fondare i ritiri di S. Francesco in Civitella (oggi Bellegra) e di San Francesco in Palombara Sabina. Per il ritiro di Bellegra scrisse egli stesso le regole di meditazione e vita monastica ("Costituzioni"), poi estese dal Capitolo Generale di Murcia nel 1756 a tutti i ritiri dell'Ordine Francescano.
Tra i suoi allievi spirituali va ricordato san Teofilo da Corte che fu ospite proprio del ritiro di Bellegra.
Fra' Tommaso morì all'età di 73 anni, l'11 gennaio 1729 nel ritiro di Bellegra che oggi conserva le sue reliquie.

## Culto
Il processo di beatificazione fu promosso dalle diocesi di Subiaco, Velletri e Sabina e si concluse il 3 settembre 1786 con la proclamazione di fra' Tommaso a Beato, da parte di papa Pio VI.
Giovanni Paolo II lo elevò agli onori degli altari il 21 novembre 1999.